# Dąbrówka (jezioro)
Dąbrówka – jezioro przepływowe w Polsce, położone w województwie pomorskim, w powiecie sztumskim, w gminie Sztum, na obszarze Pojezierza Dzierzgońsko-Morąskiego. Przez jezioro przepływa Młynówka Malborska.
Ogólna powierzchnia: 252,74 ha.